# Gerald Bostock
Gerald Bostock (supuestamente nacido en 1964) es un niño precoz ficticio, supuesto autor del poema usado como letra para el disco Thick as a Brick de Jethro Tull, publicado en 1972. El imaginario niño tendría, por tanto, en el momento de la composición, 8 años.
Las cubiertas y el interior del disco de vinilo fueron diseñados imitando un diario de un pequeño pueblo, el St. Cleve Chronicle & Linwell Advertiser. 
La noticia principal de la primera página del diario cuenta cómo Gerald, de 8 años, y apodado Little Milton (en homenaje al poeta inglés John Milton, autor de El paraíso perdido), ha recibido un premio por su poema, y que dicho premio le ha sido revocado después de que el pequeño usase una palabra malsonante durante la emisión de un programa televisivo. Además, el diario presenta el poema completo de Bostock (es decir, la letra del disco) y una nota en la que se explica que la banda (Jethro Tull) ha decidido usarlo como la pieza principal de su nuevo álbum.
En la segunda página (ya en la parte interna del estuche del LP) se encuentra un artículo titulado "Little Milton condenado por embarazo de colegiala", que informa sobre una joven de 14 años llamada Julia Fealey (a la izquierda de Gerald en la fotografía de la portada), quien culpa de su embarazo al niño. El reportaje continúa diciendo que el doctor de la propia Fealey asegura que la chica "obviamente estaba mintiendo para proteger al padre real".
Cuando se publicó Thick as a Brick se aclaró que tanto Gerald Bostock como el poema fueron pura invención de Ian Anderson y la banda.
- Datos: Q153226